# Blas de Fournas de Labrosse i de Gailhac-Lagarde
Blas de Fournas de la Brosse i de Gailhac-Lagarde, normalment anomenat simplement Blas (o Blás) de Fournas (o Fournás) (Narbona, 1 d'octubre de 1761 - Saragossa, 20 de febrer de 1845) fou un tinent general espanyol d'origen francès que participà en el setge de Girona de 1809.
Nascut en el si d'una família de la petita noblesa del sud de França, l'esclat de la Revolució Francesa el portà a l'exili a Alemanya, Itàlia i, finalment, Espanya el 1794. Havent començat la carrera de militar 1785, després d'haver estudiat filosofia i teologia a la seva ciutat natal, serví com a voluntari de la Legió Reial dels Pirineus durant la Guerra Gran. Finalitzà aquesta conflagració amb el grau de tinent i es dedicà a la instrucció de cadets a Mallorca.
En esclatar l'aixecament de 1808 contra l'ocupació francesa d'Espanya, Fournás fou transferit a l'avantguarda de la línia del Fluvià, i l'any següent entrà a Girona per participar en la defensa del Setge de 1809, que patiria la ciutat del 2 de maig a l'11 de desembre. Aleshores, tenia el grau de tinent coronel. Sota les ordres d'Álvarez de Castro destacà a la defensa de la ciutat i obtingué el grau de brigadier. Rebé l'encàrrec de la defensa del castell de Montjuïc amb el general Guillermo Nash. Amb la capitulació de la plaça el 10 de desembre, fou enviat a França com a presoner de guerra. Després de diversos intents, aconseguí d'evadir-se a l'inici de 1814 i s'incorporà a l'avantguarda austríaca. Aviat, retornà a Espanya i el 1816 fou nomenat cap de la plana major de l'exèrcit expedicionari d'Amèrica, que havia de lluitar contra els independentistes de les colònies espanyoles al continent.
Durant el Trienni Liberal, s'oposà frontalment al nou govern i fou reclòs diversos cops entre 1820 i 1823. Quan els Cent mil fills de Sant Lluís recuperaren el poder absolut per a Ferran VII, Fournás fou nomenat governador de Tarragona. El 1824 rebé el grau de tinent general, un dels més elevats de l'exèrcit espanyol. Entre 1825 i 1830 ocupà la Capitania General de Granada, de Guipúscoa i, finalment, d'Aragó. Aquest darrer càrrec el mantingué fins al 1832, quan es retirà de la vida activa a l'exèrcit. Aleshores, ocupà càrrecs civils a Saragossa, tals com el de director de la Societat Econòmica d'Amics del País, o el de president de la Reial Acadèmia de Belles Arts de Sant Lluís.
Durant els darrers anys de la seva vida, se centrà a la redacció d'un dietari sobre el setge de Girona de 1809, amb una col·lecció important de documentació i fonts originals. Aquesta col·lecció fou donada per la vídua del general a l'Ajuntament de Girona el 1864 i estudiada pel polític i historiador gironí Emili Grahit i Papell.
Un carrer del Barri Vell de Girona porta el seu nom («carrer General Fournàs»).